# Jasmine Walker
Pour les articles homonymes, voir Walker.
Jasmine Walker, née le 2 février 1998, est une joueuse américaine de basket-ball. Elle évolue au poste d'ailière forte.

## Biographie
Elle a suivi des études en sciences de la performance humaine à l'Université d'Alabama, avant de poursuivre une maîtrise en hôtellerie sportive.
Jasmine Walker est draftée en 7ème position du premier tour de la draft WNBA 2021 par les Los Angeles Sparks. Cependant, elle subit une blessure au ligament croisé antérieur après seulement deux matchs lors de sa saison rookie, ce qui met fin à sa première année en WNBA. En 2022, elle participe à 32 matchs.
En janvier 2023, elle est échangée aux Connecticut Sun avant d'être libérée un mois plus tard. Elle signe alors un contrat avec les Seattle Storm, mais n’intègre finalement pas l’équipe pour la saison régulière.
Elle s'engage avec les Flammes Carolo lors de la saison 2023-2024 pour sa première expérience européenne. Lors de cette saison, elle joue un rôle clé dans la hiérarchie de l'équipe, en contribuant par son tir à trois points et sa capacité à évoluer à différents postes. Elle s'illustre notamment contre Lattes-Montpellier en ligue féminine en inscrivant 40 points.